# Jasmina Perazić
Jasmina Perazić, coniugata Gipe (in serbo Јасмина Перазић?; Novi Sad, 6 dicembre 1960), è un'ex cestista e allenatrice di pallacanestro jugoslava naturalizzata statunitense, professionista nella WNBA.

## Carriera
Con la Jugoslavia ha disputato due edizioni dei Giochi olimpici (Mosca 1980, Los Angeles 1984), i Campionati mondiali del 1983 e quattro edizioni dei Campionati europei (1981, 1983, 1985, 1987).